# Michelle-Lee Ahye
Michelle-Lee Raquel Ahye (Puerto España, 10 de abril de 1992) es una deportista trinitense que compite en atletismo, especialista en las carreras de velocidad. Es abiertamente lesbiana.
Ganó una medalla de bronce en el Campeonato Mundial de Atletismo de 2015, en la prueba de 4 × 100 m. En los Juegos Panamericanos obtuvo dos medallas, plata en 2019 y bronce en 2023.
Participó en tres Juegos Olímpicos de Verano, entre los años 2012 y 2020, ocupando el sexto lugar en Río de Janeiro 2016 en los 100 m y en los 200 m.
Fue la abanderada de Trinidad y Tobago en la ceremonia de apertura de los Juegos Olímpicos de París 2024 junto con el nadador Dylan Carter.

## Palmarés internacional
| Campeonato Mundial   | Campeonato Mundial | Campeonato Mundial | Campeonato Mundial |
| Año                  | Lugar              | Medalla            | Prueba             |
| -------------------- | ------------------ | ------------------ | ------------------ |
| 2015                 | Pekín (China)      | Medalla de bronce  | 4 × 100 m          |
| Juegos Panamericanos |                    |                    |                    |
| Año                  | Lugar              | Medalla            | Prueba             |
| 2019                 | Lima (Perú)        | Medalla de plata   | 100 m              |
| 2023                 | Santiago (Chile)   | Medalla de bronce  | 100 m              |